# Шульц, Вильгельм Фёдорович
Вильге́льм Фёдорович фон Шульц (нем: Wilhelm von Schultz, 10 (22) июля 1852, Кронштадт — 17 февраля (1 марта) 1891, Пирей) — российский военный моряк, капитан 2-го ранга.
Участник Русско-турецкой войны 1877—1878 гг. Старший офицер бронепалубного крейсера «Адмирал Корнилов». Участник восточного путешествия цесаревича Николая Александровича 1890-1891 гг.
Потомственный дворянин, представитель остзе́йского дворянского рода. Евангелическо-лютеранского вероисповедания.

## Биография
Старший сын в многодетной семье морского офицера, военного гидрографа Фёдора Богдановича фон Шульца и его жены Эмилии ур. фон Фохт (нем.: Emilie Henriette v. Voigt) (16.01.1832 — 15.05.1889) Вильгельм Шульц родился в Кронштадте.
Образование получил в Морском училище, куда поступил в 1871 году. Учился в одной роте с будущим морским министром И. К. Григоровичем, дружба с которым связывала Вильгельма всю последующую его жизнь. Он был выпущен гардемарином 31 марта 1874 года. Местом службы для В. Ф. Шульца был определен Черноморский флот. Службу начал в годы, когда после окончания весной 1871 года Франко-прусской войны было снято ограничение, согласно которому, по условиям мирного договора, проигравшей Крымскую войну России не позволялось иметь военный флот на Чёрном море. Долгое время здесь находилось лишь ограниченное число небольших кораблей береговой обороны. В Севастополе 30 августа 1875 года В. Ф. Шульц был произведен в мичманы.

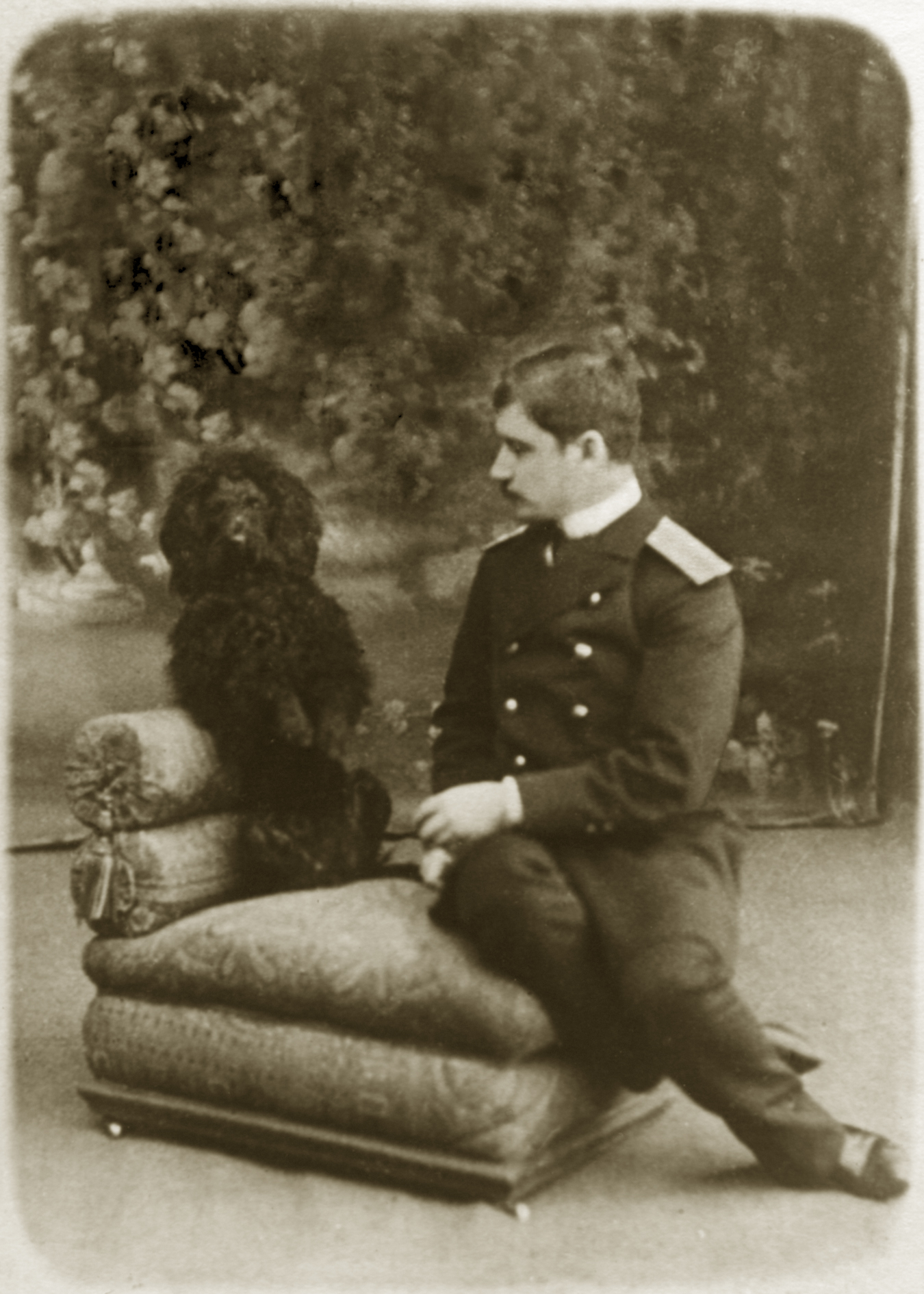
Мичман В. Ф. фон Шульц

В 1877 году, к началу Русско-турецкой войны превосходство турецкого флота на Чёрном море ещё было значительным. Тем не менее, удачно организованная русскими береговая оборона и постановка минных заграждений позволили нейтрализовать действия турок на море. Более того, силами пока ещё слабого Черноморского флота в помощь сухопутным силам были сформированы две небольшие Дунайские флотилии. Они полностью парализовали превосходящий речной флот противника. В составе одной из этих флотилий Вильгельм Шульц участвовал во всех операциях против турок на Дунае, включая штурм крепости Никополь.
За действия во время Турецкой войны В. Ф. Шульц был награждён, а 18 июля 1879 года с формулировкой «за отличие» был произведен в лейтенанты.
В течение нескольких лет, до конца 1889 года в чине капитан-лейтенанта Вильгельм Фёдорович исполнял обязанности флаг-офицера штаба командующего учебным отрядом Черноморского флота. Новым назначением для В. Ф. Шульца стала должность старшего офицера клипера «Забияка», на котором в марте 1890 года он отправился в заграничное плавание на Дальний Восток. 1 апреля 1890 года В. Ф. Шульцу был присвоен очередной чин капитана 2-го ранга, а спустя несколько недель он был переведён старшим офицером на бронепалубный крейсер «Адмирал Корнилов». В это время крейсер готовился к переходу из Владивостока на Балтику. После торжеств, посвященных юбилею героической обороны Петропавловска-на-Камчатке, под командованием будущего генерал-адмирала Е. И. Алексеева корабль вышел в дальнее плавание, оказавшееся для В. Шульца последним.

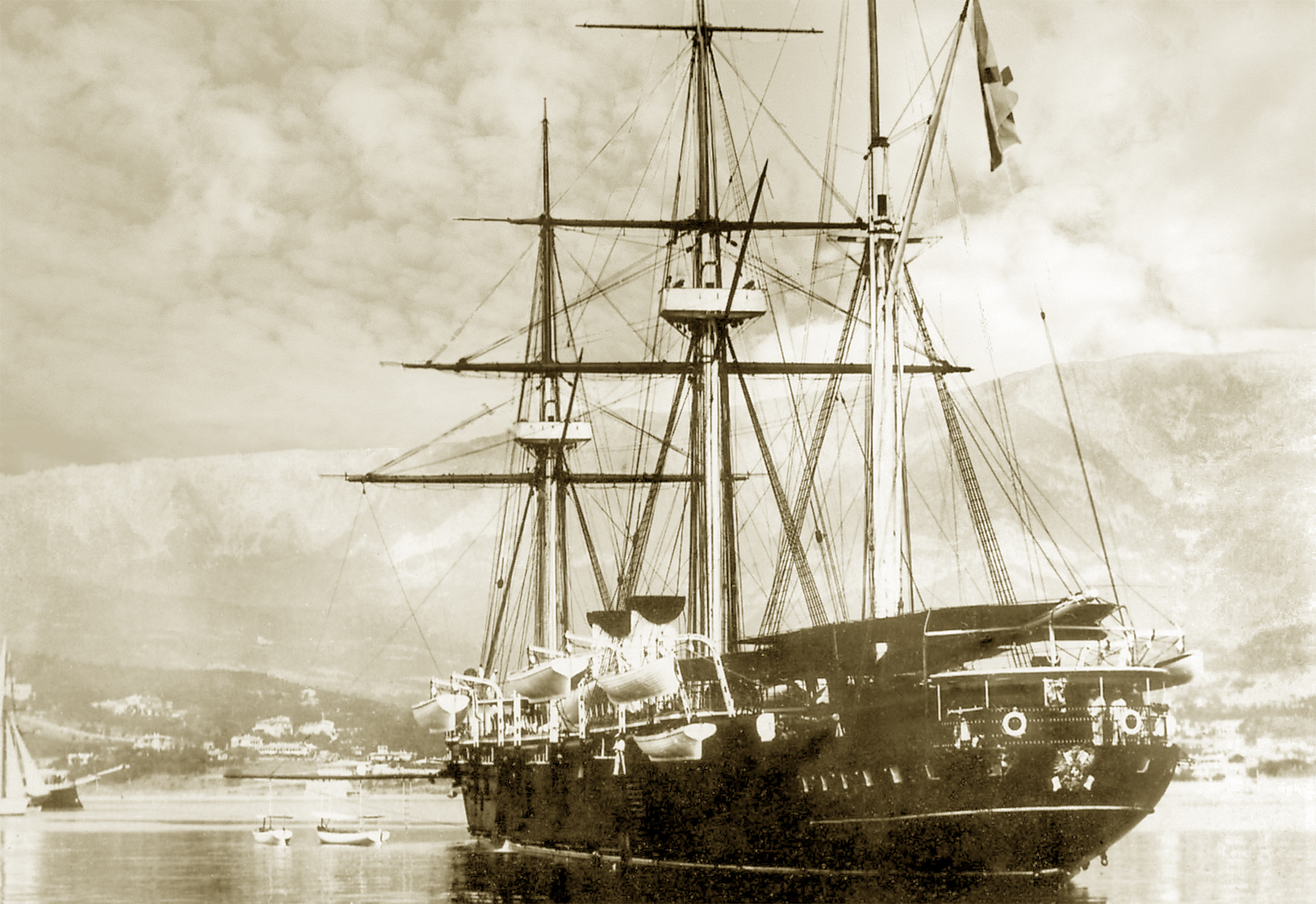
Крейсер «Адмирал Корнилов» в Пирее. 1891 г.

Прибыв в середине октября из Владивостока в Коломбо, 21 октября 1890 года крейсер «Адмирал Корнилов» направился в Аден, где маршрут был неожиданно изменен. Вместо того, чтобы продолжить путь по Красному морю к Суэцкому каналу, крейсер по приказу Александра III был включён в отряд контр-адмирала В. Г. Басаргина в составе крейсеров «Владимир Мономах» и «Память Азова», двигавшийся встречным курсом.
Это был исторический вояж цесаревича Николая Александровича в Японию на крейсере «Память Азова». Тогда, в гостеприимной Стране восходящего солнца, наследнику предстояло пережить покушение, во время которого он получил сабельный удар по голове. Окровавленная сорочка будущего императора как реликвия хранится в Эрмитаже. Именно она сыграла важнейшую роль при проведении генетической экспертизы останков самодержца. В этом путешествии цесаревича сопровождали его младший брат великий князь Георгий Александрович и принц греческий Георг. Из Адена отряд, теперь уже из трех крейсеров, направился в Бомбей, куда прибыл 11 декабря. В Бомбее, увлекшись сафари, цесаревич решил задержаться. Его брату нездоровилось, и он остался на «Азове». Вскоре выяснилось, что Георгий Александрович серьезно болен (как оказалось позже, это был дебют легочной формой туберкулеза, от которого он скончался спустя девять лет).

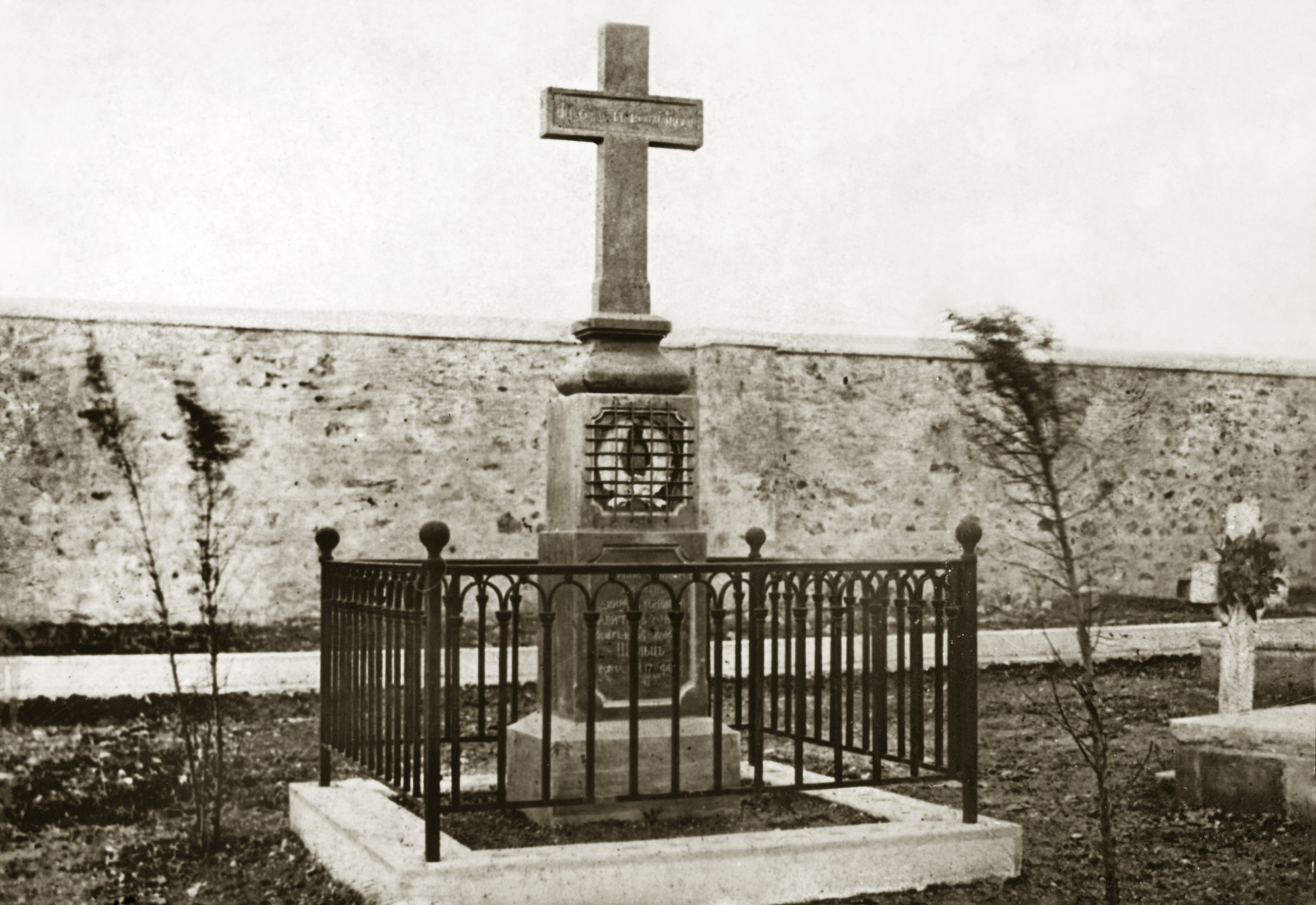
Могила В. Ф. фон Шульца на русском кладбище в Пирее. снимок сделан в 1895 г. братом — Костей Шульцем

По распоряжению Александра III великий князь был вынужден прервать путешествие. В Бомбее 18 января 1891 года он перешел на крейсер «Адмирал Корнилов», на котором и отправился в обратный путь. В Пирее, где под патронажем супруги греческого короля Георга I, королевы эллинов, великой княжны Ольги Константиновны находилась база (стационар) Российского Императорского флота, «Корнилов» прибыл где-то в районе 10 февраля и задержался здесь на несколько недель.
Вильгельм Фёдорович скоропостижно скончался 17 февраля 1891 года и есть все основания полагать, что, причиной его смерти оказалась молниеносная форма туберкулеза (скоротечная чахотка), которым он заразился от Георгия Александровича. По своей должности В. Ф. Шульц в течение двух недель тесно общался с великим князем на борту своего крейсера.

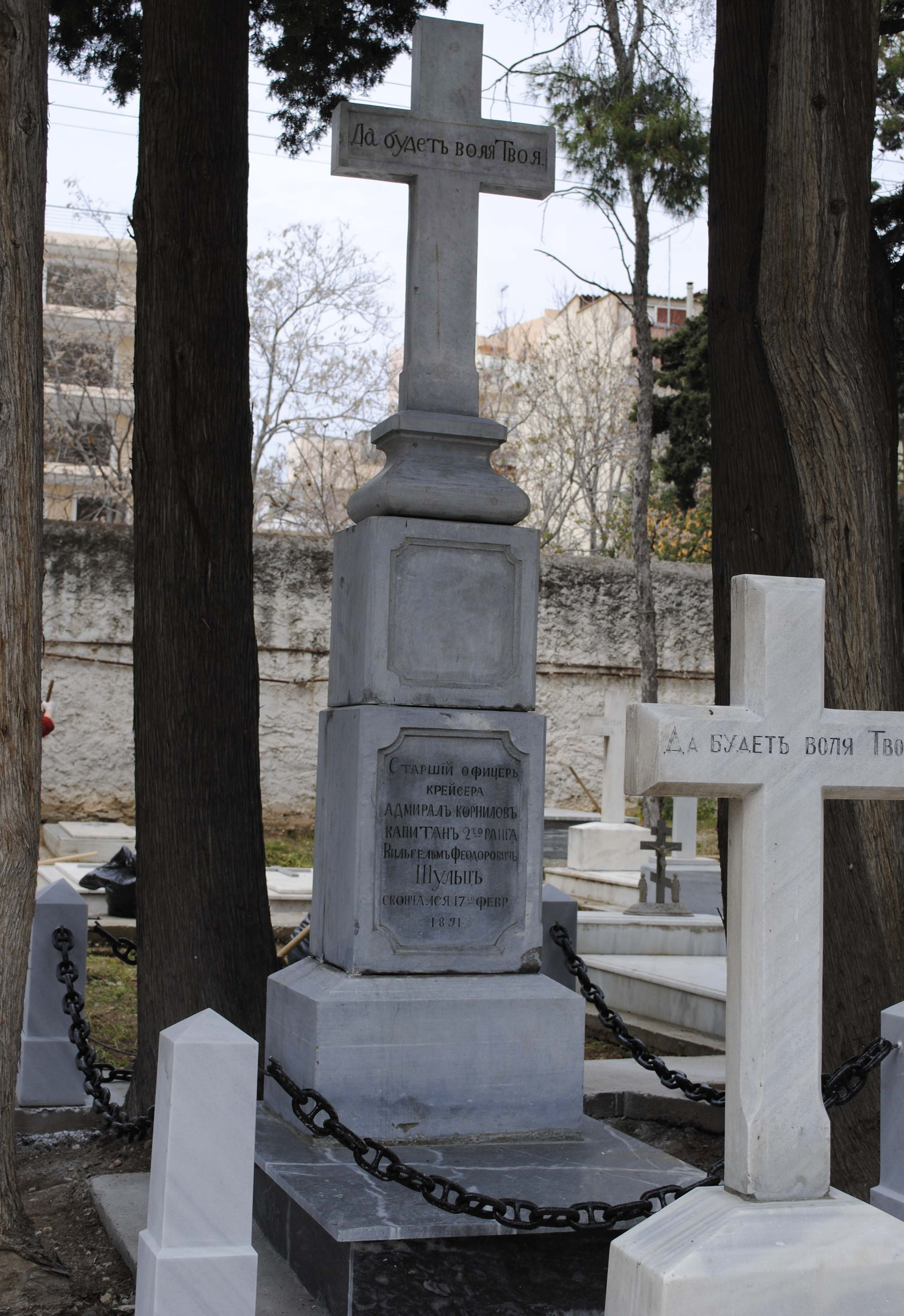
Могила В. Ф. фон Шульца после реставрации, выполненной в 2010 году Союзом русских эмигрантов в Греции И. Л. Жалниной-Василькиоти

Отличную от названной причину смерти В. Ф. Шульца спустя век назвал его племянник Леонид Львович Кербер. Видимо, близкие не смерились с мыслью, что молодой, здоровый человек мог внезапно умереть от болезни. Согласно семейному преданию Вильгельм Фёдорович застрелился после того, как получил приказ от великого князя, который ни устав, ни здравый смысл не позволяли исполнить.
Возможно, эта версия была невольно навеяна бывшим офицером флота А. П. Лукиным, который на страницах эмигрантского журнала «Последние новости» в 1936 году рассказал о подобной истории, произошедшей в Пирее на крейсере «Память Азова» в 1893 году с будущим адмиралом Г. П. Чухниным. В последний момент Г. П. Чухнин нашёл выход из создавшегося положения и не застрелился, хотя и был близок к этому. Правда, в том же году в «Часовом» контр-адмирал Д. В. Никитин (Фокагитов) существенно поправил А. П. Лукина, показав, что на самом деле история с Г. П. Чухниным выглядела не столь драматично.

 
Похороны В. Ф. Шульца состоялись на Русском православном кладбище в Пирее, которое сегодня носит имя королевы эллинов Ольги Константиновны. На похоронах присутствовал и великий князь Георгий Александрович, хотя чувствовал он себя весьма скверно. В те дни император Александр III писал цесаревичу в Японию: 
…18 Февраля феномен, с утра до 3 ч. дня проливной дождь, а потом ясно и чистое небо солнцем и почти 4 градуса тепла; зато ветер сильный и minimum был не далеко тоже необыкновенный, а именно 719, этого я не видел никогда! На юге наоборот сильные морозы, в Елизаветграде, например, 23 градуса морозу, в Киеве 17 градусов мор. и т. д. Что всего досаднее, что в Греции холода ужасные, ветер и снег, так что бедный Жоржи за всю неделю мог выйти гулять только раз. Известия от Алышевского успокоительные, но лихорадка все продолжается, и он советует ехать на некоторое время в Алжир, и раньше лета, конечно, вернуться Жоржи в Россию будет трудно. Все это нас страшно расстраивает и печалит…
Усилиями Союза русских эмигрантов в Греции и, прежде всего,  И. Л. Жалниной-Василькиоти, могила В. Шульца спустя 120 лет после его смерти отреставрирована и в XXI веке поддерживается в достойном состоянии.

## Семья
Собственной семьи В. Ф. Шульц не имел.
- Брат: Максимилиан Фёдорович фон Шульц — вице-адмирал;
- Брат: Константин Фёдорович фон Шульц — капитан 2-го ранга;
- Сестра: Ольга Фёдоровна Кербер — жена вице-адмирала Людвига Бернгардовича фон Кербера;
- Сестра: Клара Фёдоровна Гарф — жена генерал-лейтенанта Евгения Георгиевича фон Гарфа;
- Двоюродный брат: Эвальд Карлович фон Шульц — капитан 1-го ранга.